# Минабе
Минабе (яп. みなべ町 Минабэ-тё:) — посёлок в Японии, находящийся в уезде Хидака префектуры Вакаяма. Площадь посёлка составляет 120,26 км², население — 12 816 человек (1 августа 2014), плотность населения — 106,57 чел./км².

## Географическое положение
Посёлок расположен на острове Хонсю в префектуре Вакаяма региона Кинки. С ним граничат город Танабэ и посёлок Инами.

## Население
Население посёлка составляет 12 816 человек (1 августа 2014), а плотность — 106,57 чел./км². Изменение численности населения с 1980 по 2005 годы:
| 1980 | 15 390 чел. |  |
| 1985 | 15 261 чел. |  |
| 1990 | 15 109 чел. |  |
| 1995 | 14 907 чел. |  |
| 2000 | 14 734 чел. |  |
| 2005 | 14 200 чел. |  |

## Символика
Деревом посёлка считается Quercus phillyraeoides, цветком — цветок сливы японской, птицей — Cettia diphone.